# Batco

Nachbildung einer BATCO-Schlüsseltafel

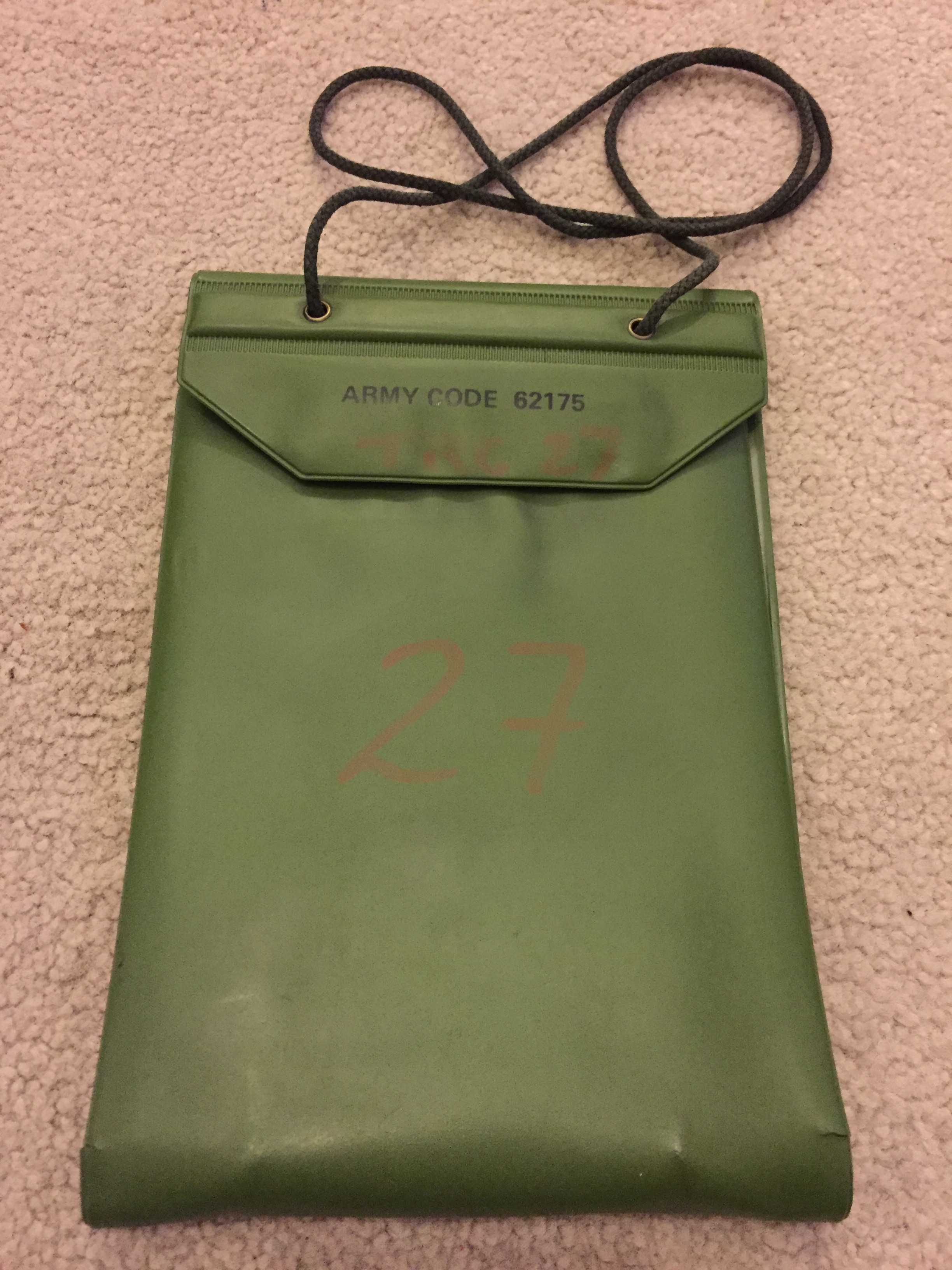
Schutzhülle

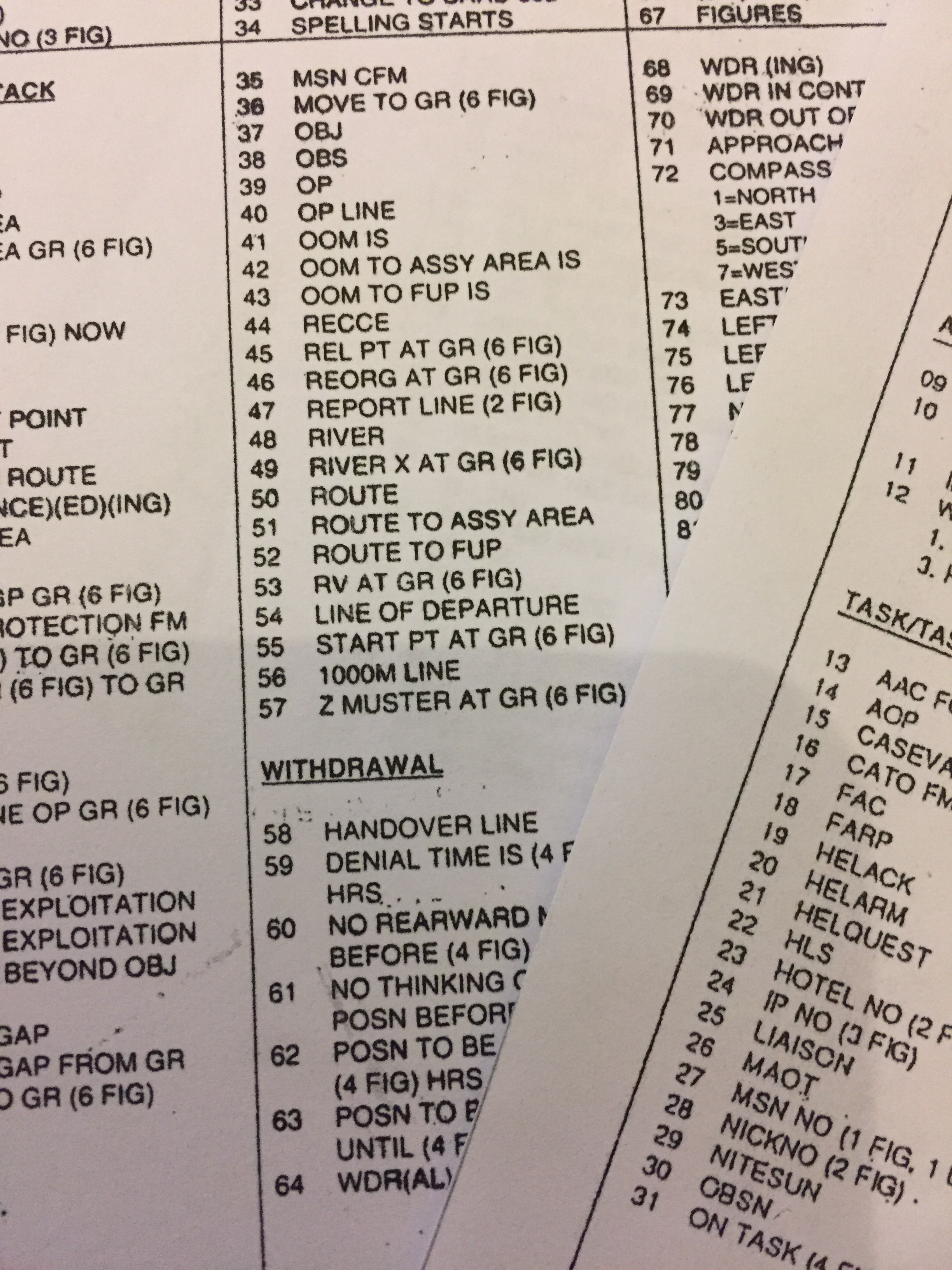
Wörtertafeln

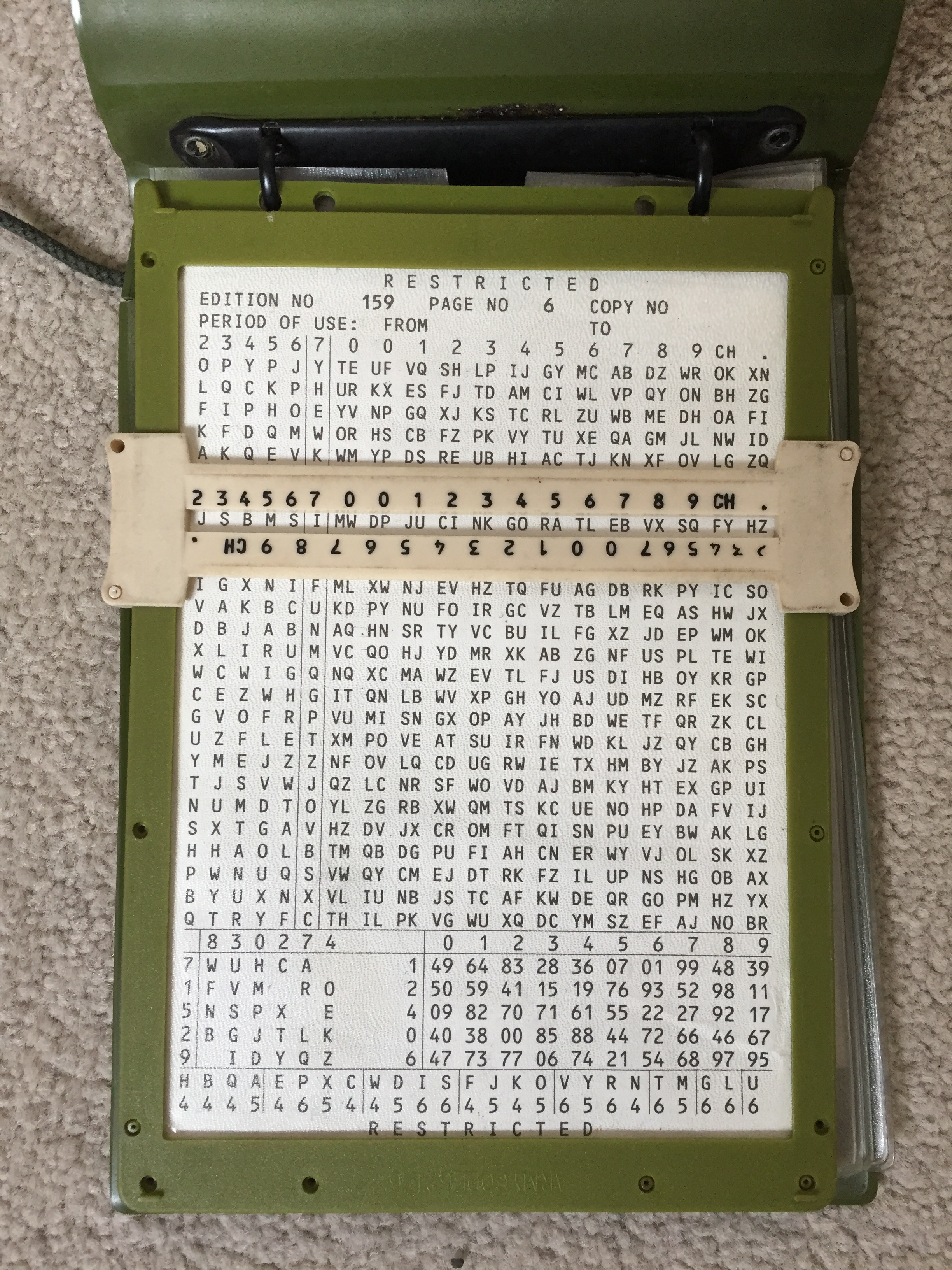
Schlüsseltafel

Batco (Eigenschreibweise: BATCO) ist ein manuelles Verschlüsselungsverfahren der British Army (britisches Heer). Es dient zur geheimen Weitergabe von taktische Nachrichten, die beispielsweise über öffentliche Fernsprecher oder im unverschlüsselten Sprechfunk (Telefonie) übermittelt werden.

## Geschichte
Eingeführt wurde Batco in den frühen 1980er-Jahren. Das Akronym steht für englisch battle code („Kampfcode“). Batco ersetzte das seit 1943 verwendete Slidex-Verfahren. Mit Einführung robuster (entzifferungsfester) Geräte zur Sprachverschlüsselung (siehe auch: Kryptohandy) sind zwar manuelle Verfahren, wie Batco, inzwischen weitgehend überflüssig geworden, dennoch wurde dessen Verwendung als händisches Notfallsystem (Backup) noch bis 2016 gelehrt. Es wurde nicht nur von den Briten, sondern auch von anderen NATO-Ländern genutzt, beispielsweise von den niederländischen Streitkräften.

## Verfahren
Ziel ist eine möglichst simple Anwendung bei gleichzeitig hoher kryptografischer Sicherheit. Verwendet werden einfache Blätter („Karten“) aus Karton oder Papier etwa in der Größe DIN A5. Sie werden in einer verschließbaren Schutzhülle (englisch wallet) aus grünem Kunststoff aufbewahrt (Bild). Diese kann an einer Kordel um den Hals getragen werden. Die Hülle ist etwa 145 mm breit und 215 mm lang. Sie wiegt rund 370 g. 
Es gibt zwei Sorten von Karten:
- Einerseits Wörtertafeln (vocabulary cards), bei denen beispielsweise Vokabeln wie „river“ (Fluss) oder „route“ (Weg) beliebige zweistellige Zahlen zugeordnet sind, hier zum Beispiel „48“ und „50“ (Bild). Die verschiedenen Wörtertafeln unterscheiden sich thematisch, beispielsweise geeignet zur Geländebeschreibung, und tragen in der Titelzeile eine dreistellige Zahl als Kennung sowie ein Codewort. Letzteres hat die Bedeutung: „Nutze nun diese Karte.“ Die Wörtertafeln werden in unregelmäßigen Abständen ausgetauscht.

- Andererseits gibt es einen Satz von Schlüsseltafeln (cipher sheets). Jedes Blatt ist doppelseitig bedruckt. Sie sind in der Regel nur einen einzigen Tag lang gültig. Jede Schlüsseltabelle hat 26 Zeilen und 19 Spalten. Letztere sind in zwei Gruppen angeordnet. Die linken sechs Spalten sind mit den Ziffern „2“ bis „7“ überschrieben. Darunter stehen jeweils einzelne Buchstaben (Monogramme), die in jeder Spalte zufällig „verwürfelt“ sind, aber so, dass in jeder Spalte jeweils alle 26 Großbuchstaben des lateinischen Alphabets (A–Z) auftreten. Die rechten dreizehn Spalten sind mit „0 0 1 2 3 4 5 6 7 8 9 CH .“ überschrieben. Hierunter befinden sich Doppelbuchstaben (Bigramme). Die dreizehn Doppelbuchstaben im rechten Teil jeder Zeile bilden zusammen ein vollständiges (A–Z), aber verwürfeltes Alphabet (Bild).

Um eine Meldung zu verschlüsseln, entscheidet sich der Verschlüssler für eine beliebige Zeile eines Blatts und teilt diese in Form einer Ziffer und einem Buchstaben dem Empfänger mit, beispielsweise „2J“. Mit dieser Information kann der Entschlüssler die vom Verschlüssler gewählte Zeile eindeutig bestimmen. Damit weiß er, welches Geheimalphabet für die Umsetzung von Ziffern in Buchstaben und umgekehrt gültig ist. Zur Verschlüsselung der zweistellige Zahlen von der Wörtertafel (oben) stehen somit für jede der beiden Ziffern jeweils zwei verschiedene Buchstaben zur Verfügung, außer bei der Ziffer Null, für die vier verschiedene Buchstaben zur Auswahl stehen. Es handelt sich hier also um eine homophone Verschlüsselung, wodurch Häufigkeitsanalyse erschwert und Entzifferung verhindert werden soll.